# David Cooper (psykiater)
David Graham Cooper (1931 - 1986) var en sydafrikansk psykiater, der var grundlægger af antipsykiatrien.
I 1960’erne stod han for en eksperimentel tilgang til behandlingen af skizofrene patienter, der inspirerede ham til at være med til at grundlægge Philadelphia Association i 1965 sammen med Ronald D. Laing. Den organisation står stadig den dag i dag for alternativ forståelse af og terapi til mennesker med psykiske lidelser. Cooper brød dog med organisationen, da han hverken syntes, at Philadelphia Association var radikal eller politisk nok. Cooper opfandt betegnelsen antipsykiatri i 1967, som skulle være en mere vidtgående tilgang til behandling, end Laing og de andre alternative terapeuter stod for.
Cooper var af den opfattelse, at psykoser ikke var hjernesygdomme, men udtryk for en splittelse mellem ens sande identitet og ens sociale identiteter. Derfor måtte psykiatrien blive en antipsykiatri, der kunne frigøre patienterne i stedet for at medicinere dem. Cooper var dermed ikke modstander af terapi, men af den ortodokse psykiatris fokus på diagnoser, kontrol og medicin. Cooper mente, at galskab kunne være et middel til at frigøre sig fra dysfunktionel familiebaggrund og social undertrykkelse i samfundet
Cooper fik en stor betydning for den antipsykiatriske bevægelse, også i Danmark, og hans vigtigste hovedværker Familiens død og Psykiatri og antipsykiatri er oversat til dansk.